# Rue de Meaux
La rue de Meaux est une voie située dans les quartiers de la Villette et du Combat, dans le 19e arrondissement de Paris

## Situation et accès
La rue de Meaux est une voie du 19e arrondissement. Longue d'environ 1,1 km, elle commence à la place du Colonel-Fabien et rejoint, en se dirigeant vers le nord-est, l'avenue Jean-Jaurès. 
Transports
La rue de Meaux n'est desservie par aucune ligne de métro. 
À une centaine de mètres maximum, du nord au sud, se trouvent les quatre stations suivantes :
- Laumière (ligne 5) ;
- Jaurès (lignes 2, 5 et 7 bis) ;
- Bolivar (ligne 7bis) ;
- Colonel Fabien (ligne 2).

## Origine du nom
Cette voie doit son nom au fait qu'elle était l'ancienne route de Meaux.

## Historique

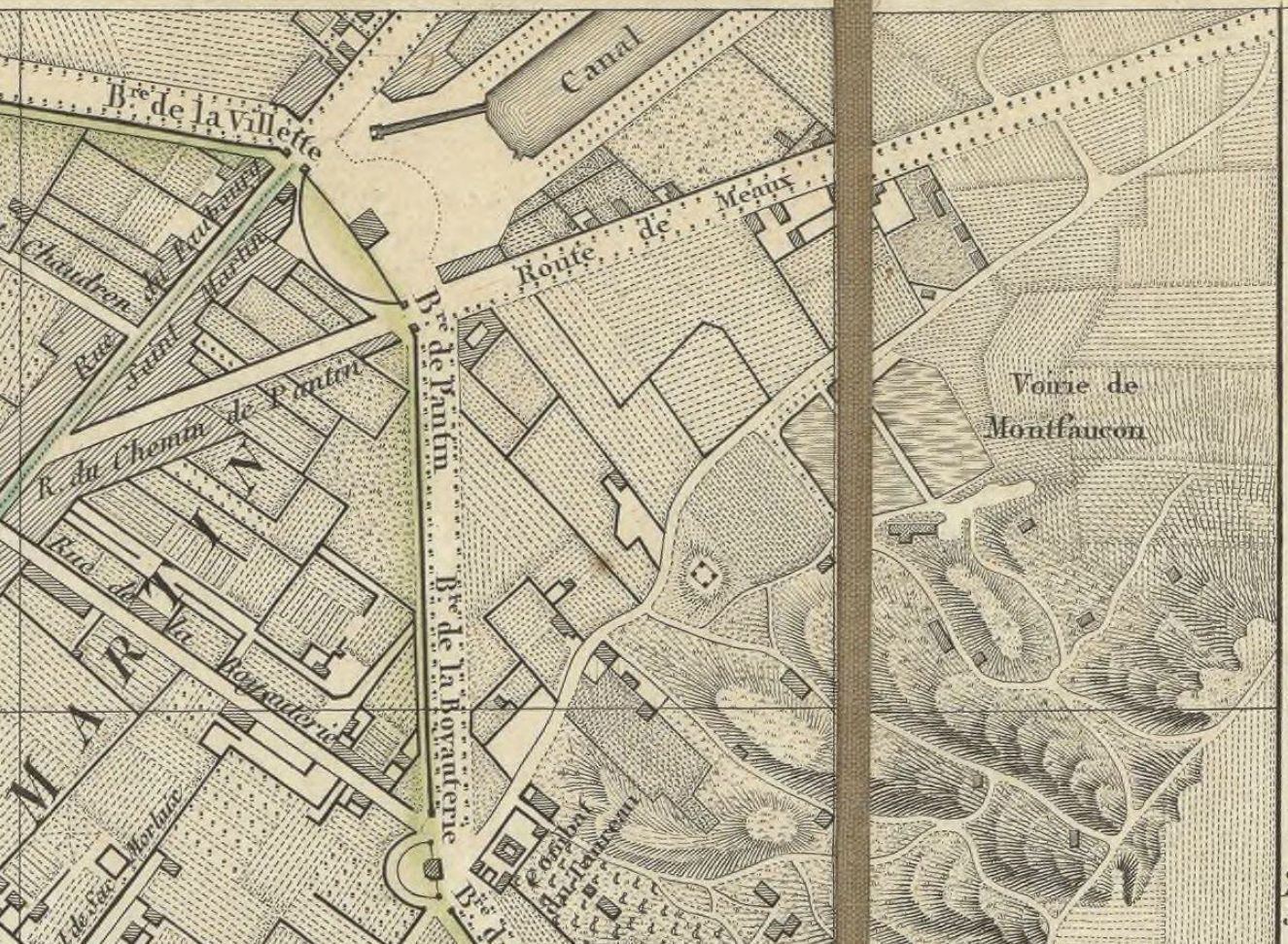
Le chemin qui deviendra la rue de Meaux longe le gibet puis la voirie de Montfaucon, qui sont localisés entre le bassin de la Villette et les Buttes-Chaumont en 1821.

Les sources officielles font remonter l'existence de cette voie au début du XVIIe siècle lorsqu'elle faisait partie de l'ancien chemin qui allait en direction de la ville de Meaux, en passant par le gibet et la voirie de Montfaucon. Le chemin est remplacé à partir de 1768 par le nouveau chemin de Meaux (l'actuelle avenue Jean-Jaurès). Elle a pris successivement le nom de « route de Meaux », « rue du Combat », « rue Notre-Dame » (1775), « ancien chemin de Meaux », « de la Voirie » et, depuis 1851, son nom actuel ; elle a été un tronçon de la route départementale no 25 de 1813 à 1851.

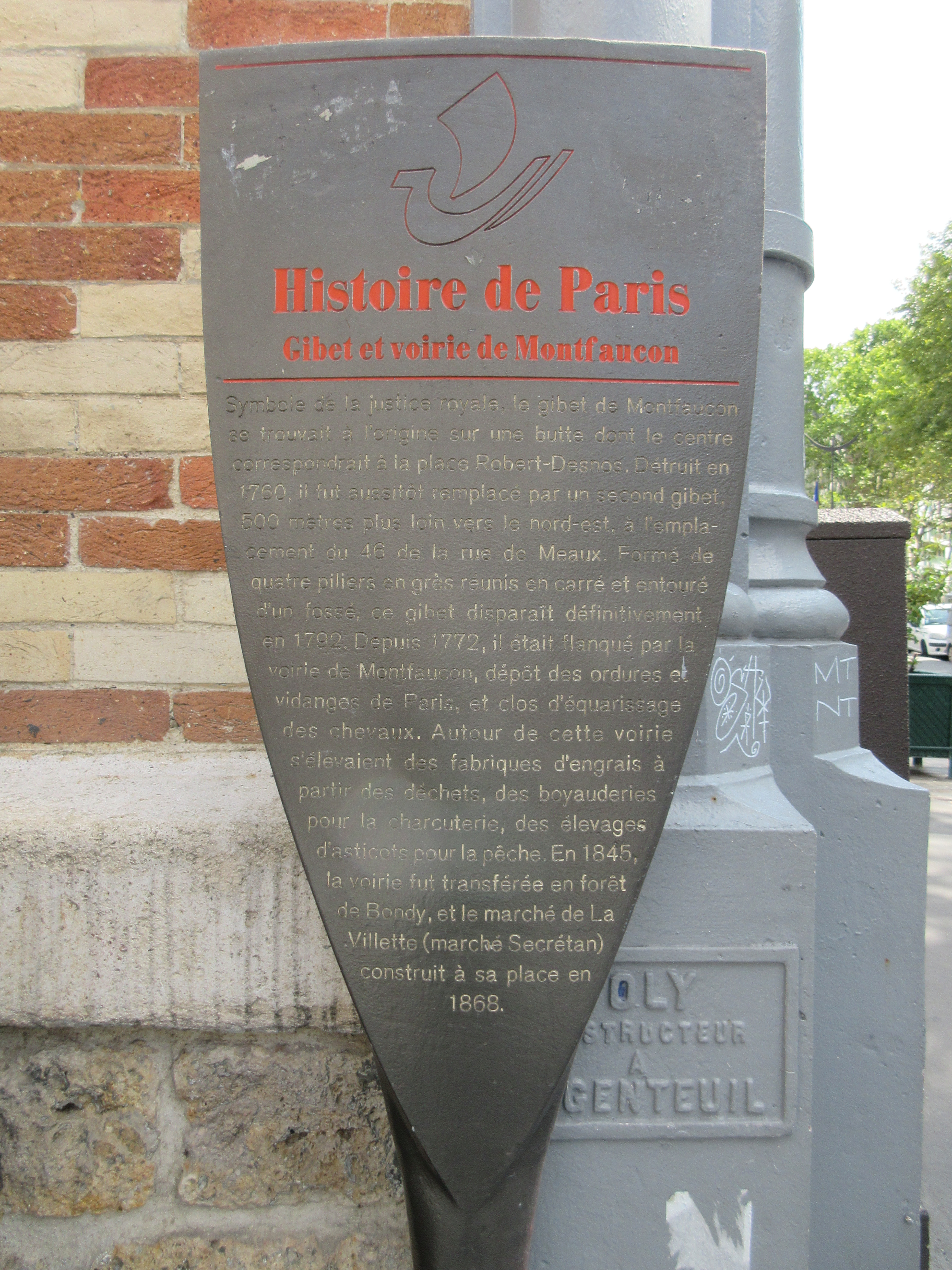
Panneau Histoire de Paris « Gibet et voirie de Montfaucon »
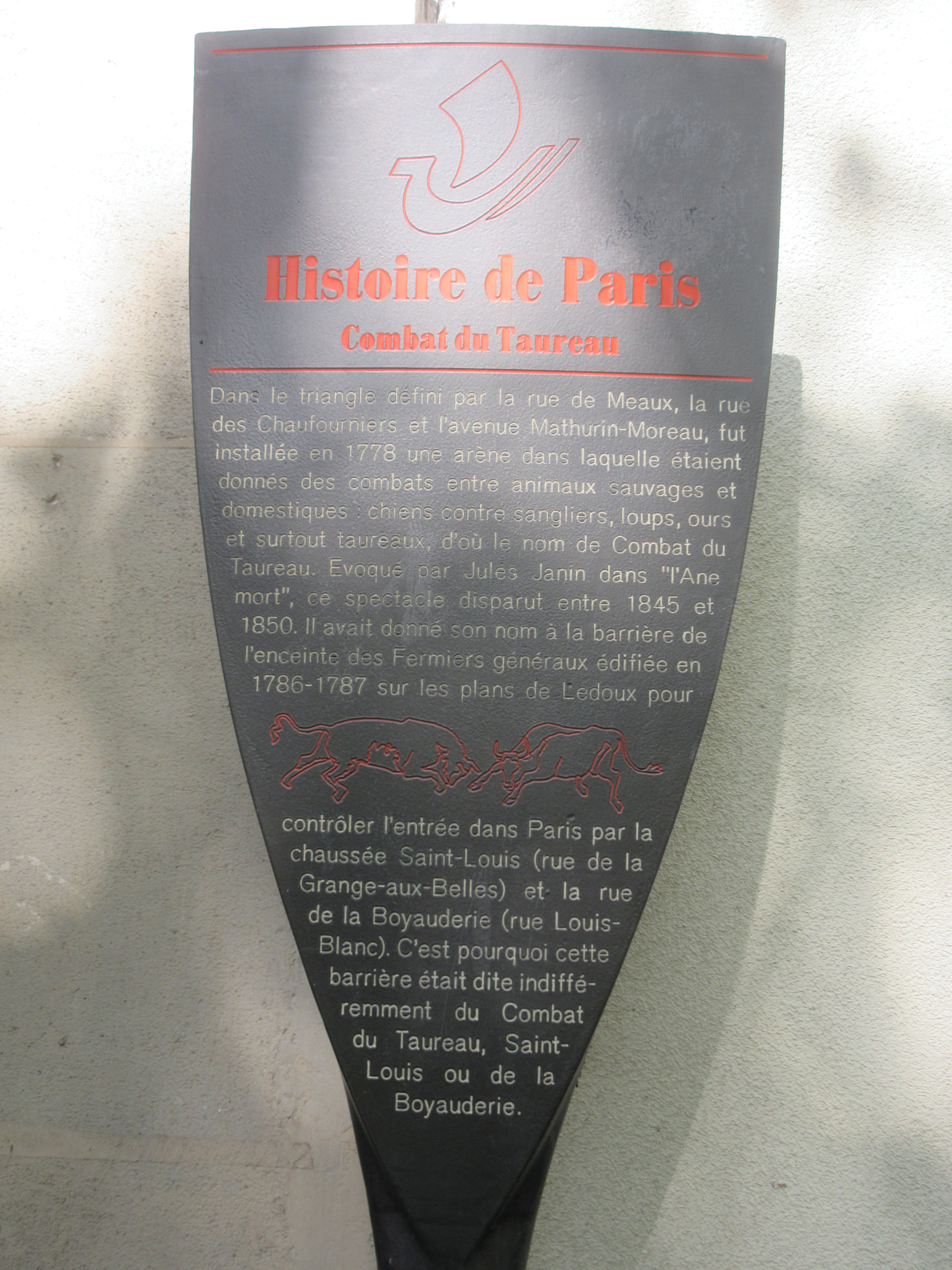
Panneau Histoire de Paris « Combat du Taureau ».
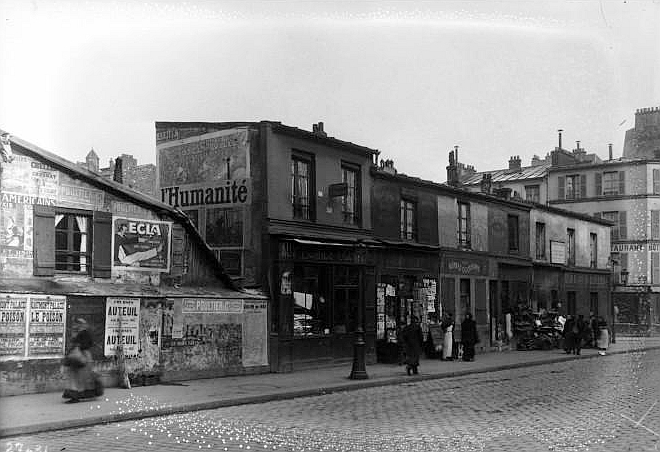
La rue de Meaux en 1913.

Dans l'état civil reconstitué de Paris, on constate que cette voie appartenait, avant 1860, à la Commune de Belleville.
Bien que l'existence de cette voie remonte au XVIIe siècle, son lotissement s'est produit pour l'essentiel au XIXe siècle et n'a pas été affecté par les travaux d'Haussmann. Aussi son bâti garde-t-il la trace d'immeubles populaires et modestes.
Le 11 mars 1918, durant la première Guerre mondiale, les nos 98 et 100 rue de Meaux sont touchés lors d'un raid effectué par des avions allemands.

Le 26 avril 1918, un obus lancé par la Grosse Bertha explose au no 8 rue de Meaux.

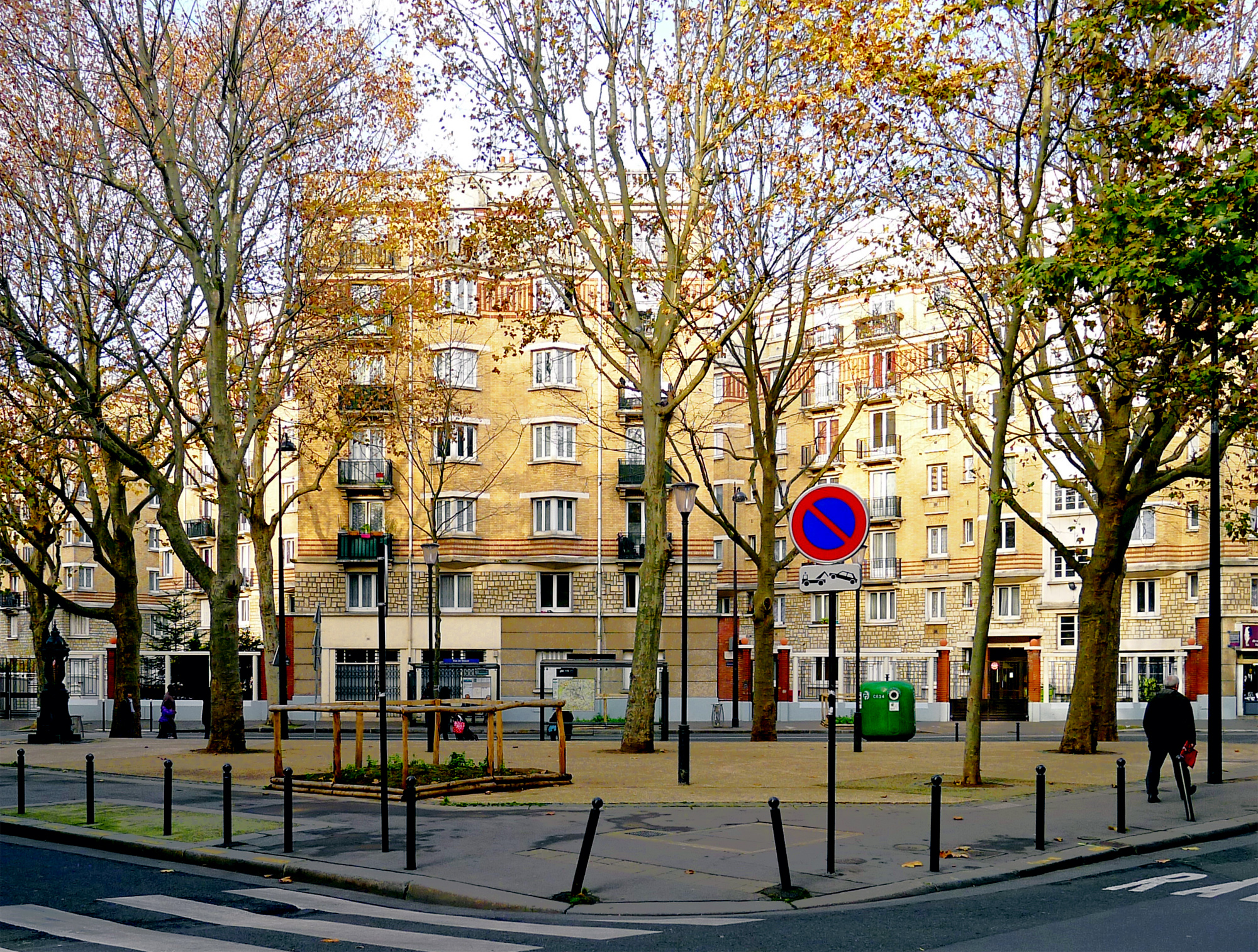
Place entre les rues de Meaux, Armand-Carrel et Lally-Tollendal.
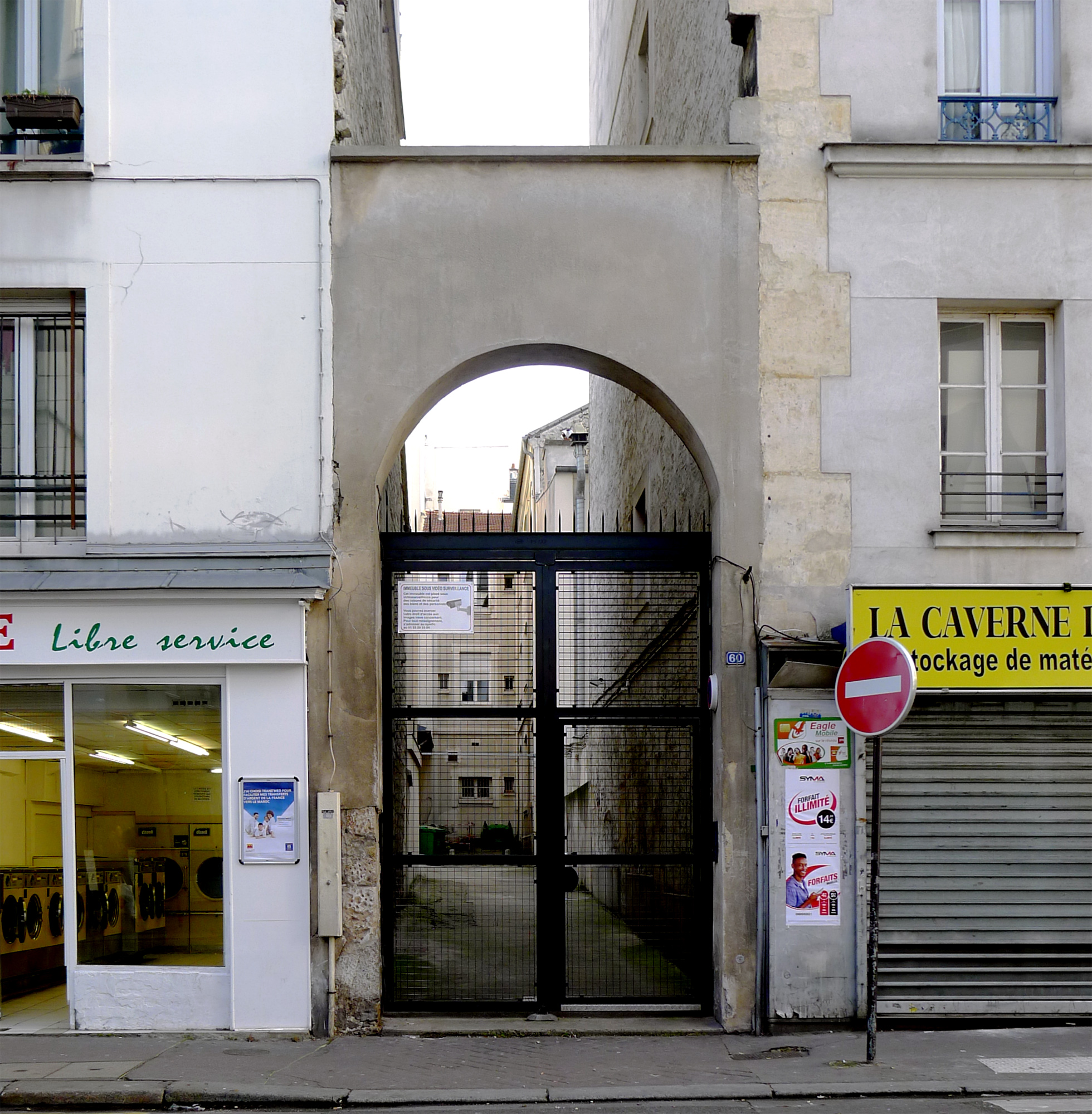
No 60 : porte d'entrée.
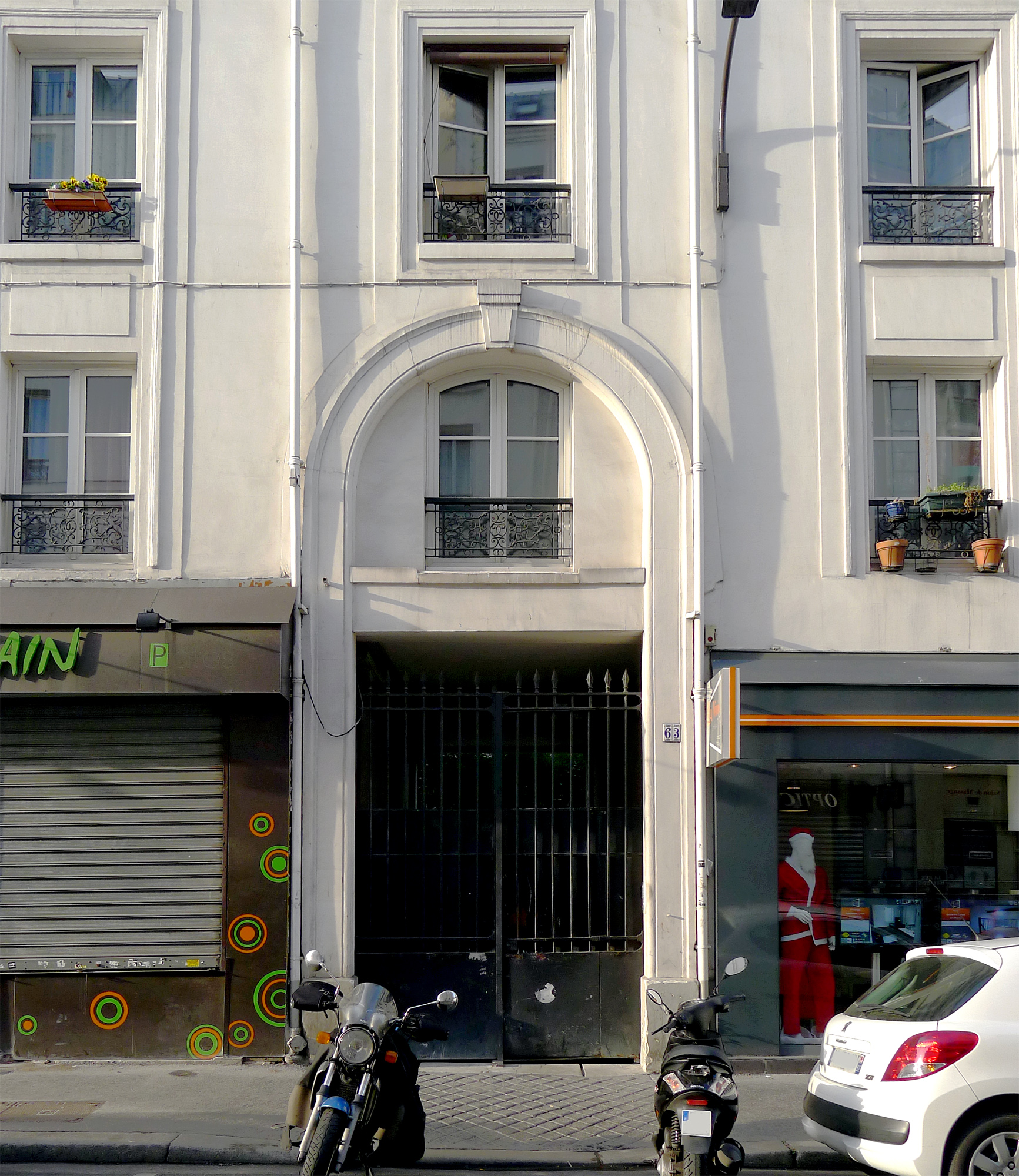
No 63 : porte d'entrée.

La rue est coupée au niveau de la placette entre l'avenue de Laumière, la rue Petit et la rue de Meaux depuis son réaménagement à fin des années 1990.
À l'automne 2006, l'élargissement situé entre les nos 70 et 82, qui servait de parking de surface, a donné lieu à un réaménagement complet avec la création d'une contre-allée et d'un terre-plein et la plantation d'arbres.
De mai à septembre 2015, dans le cadre de la réhabilitation de la halle Secrétan, la rue est réaménagée au niveau des nos 53 à 59 : création d'une zone de vitesse modérée pour les voitures, pavage en granit de la chaussée et des trottoirs (élargis), plantation de trois arbres et création de 26 stationnements vélos, d'une zone de livraison et d'une place GIG-GIC.

## Bâtiments remarquables et lieux de mémoire
- Sur la place du Colonel-Fabien, point de départ de la rue de Meaux, s'élève l'immeuble contemporain emblématique du siège du Parti communiste français depuis 1971. Cette œuvre de l'architecte brésilien Oscar Niemeyer appartient au mouvement moderne. Elle est protégée comme monument classé depuis 2007.

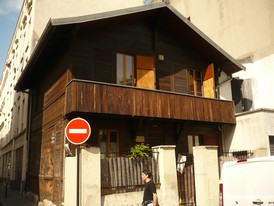
Chalet en bois au no 103.

- En face des nos 53 à 59 est situé le marché couvert Secrétan, érigé en 1868. Son entrée principale ouvre sur l'avenue Secrétan.
- Au numéro 55, se trouvait le cinéma "Secrétan Palace" (1930 - 1972), devenu magasin de bricolage, dont il reste la balustrade caractéristique.

L’architecte Paul Dubreuil a décidé de construire, au-dessus de la salle de cinéma, un immeuble d’habitation. À l’origine les deux fonctions du bâtiment étaient soulignées par une différenciation de la couleur du revêtement. Les quatre œils-de-bœuf de la façade correspondent à la cabine du projectionniste.
- Au no 64, l'immeuble de logements réalisé par Renzo Piano a obtenu le prix de l'Équerre d'argent en 1991.
- Aux nos 68 et 70 était implantée l'ancienne « entreprise générale d'engrais de vidanges et de produits chimiques » Fresnes et Cie (1889), précédemment Lesage et Cie et plus anciennement Richer et Cie (1847)[5], dont les voitures dites tonnes circulaient dans Paris la nuit et apportaient la matière collectée au dépotoir[6]
- Au no 80, l'église Notre-Dame-de-l'Assomption des Buttes-Chaumont a été construite en 1960.
- Au no 103 se trouve le dernier chalet alpin de Paris, datant du XIXe siècle et quelque peu décalé avec l'architecture de la capitale. Deux fenêtres, à l'étage, donnent sur un large balcon.
- Au n°104, habita le taxidermiste Etienne Saumon entre 1915 et 1917.

Sur le tracé de la rue de Meaux figurent plusieurs fontaines Wallace, respectivement aux nos 106 et 125 et sur la placette formée par les rues de Meaux, Armand-Carrel et Lally-Tollendal. Cette placette a fait l'objet d'une rénovation entre 2016 et 2020 dans le cadre du budget participatif de la Ville de Paris.
- À l’intersection avec l’avenue de Flandre, était le lieu-dit le Reposoir  ou la Pierre-au-Lait. Une voirie, où divers immondices s’entassaient, se tenait à cet endroit[8].

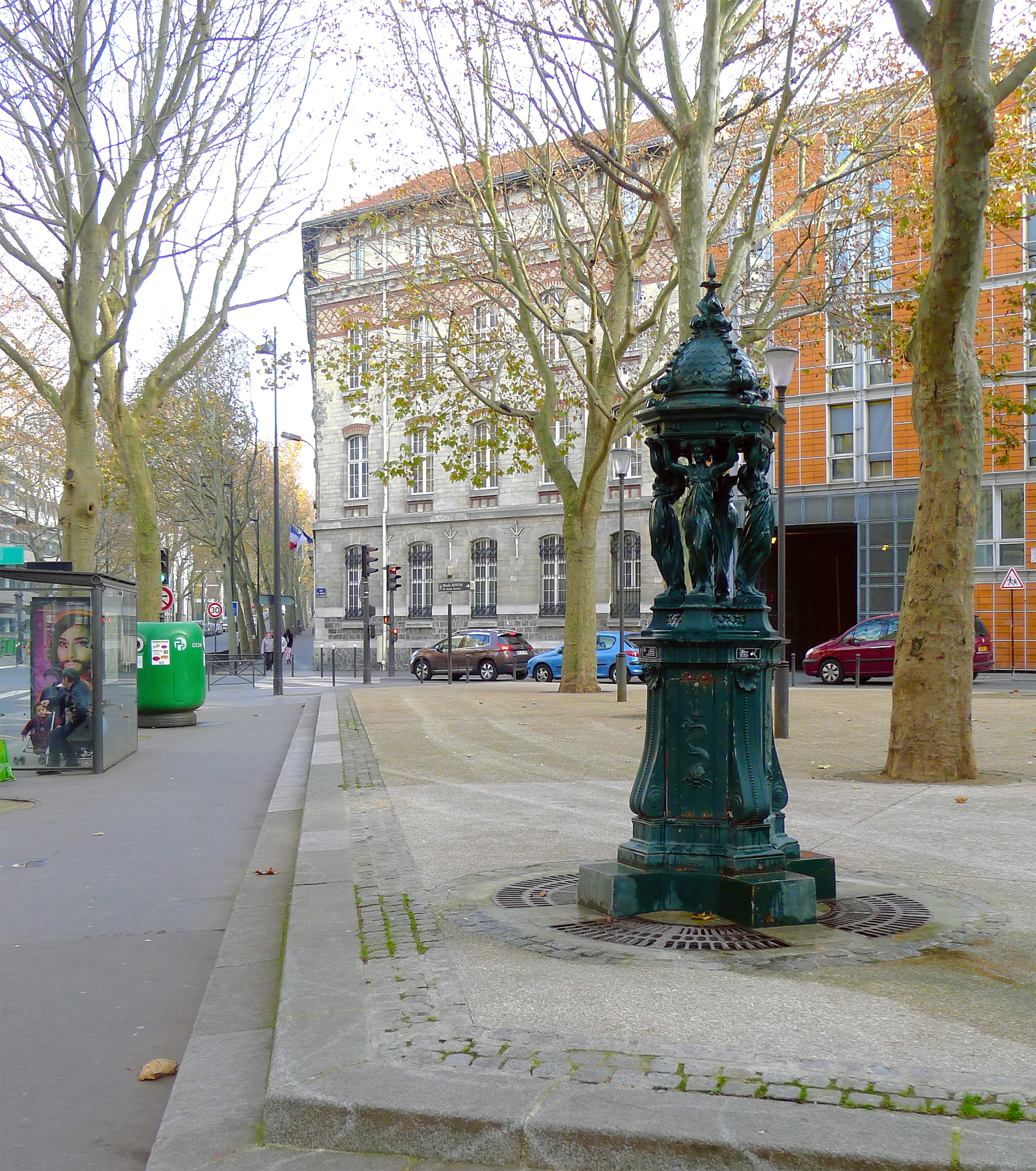
Au carrefour avec la rue Lally-Tollendal.
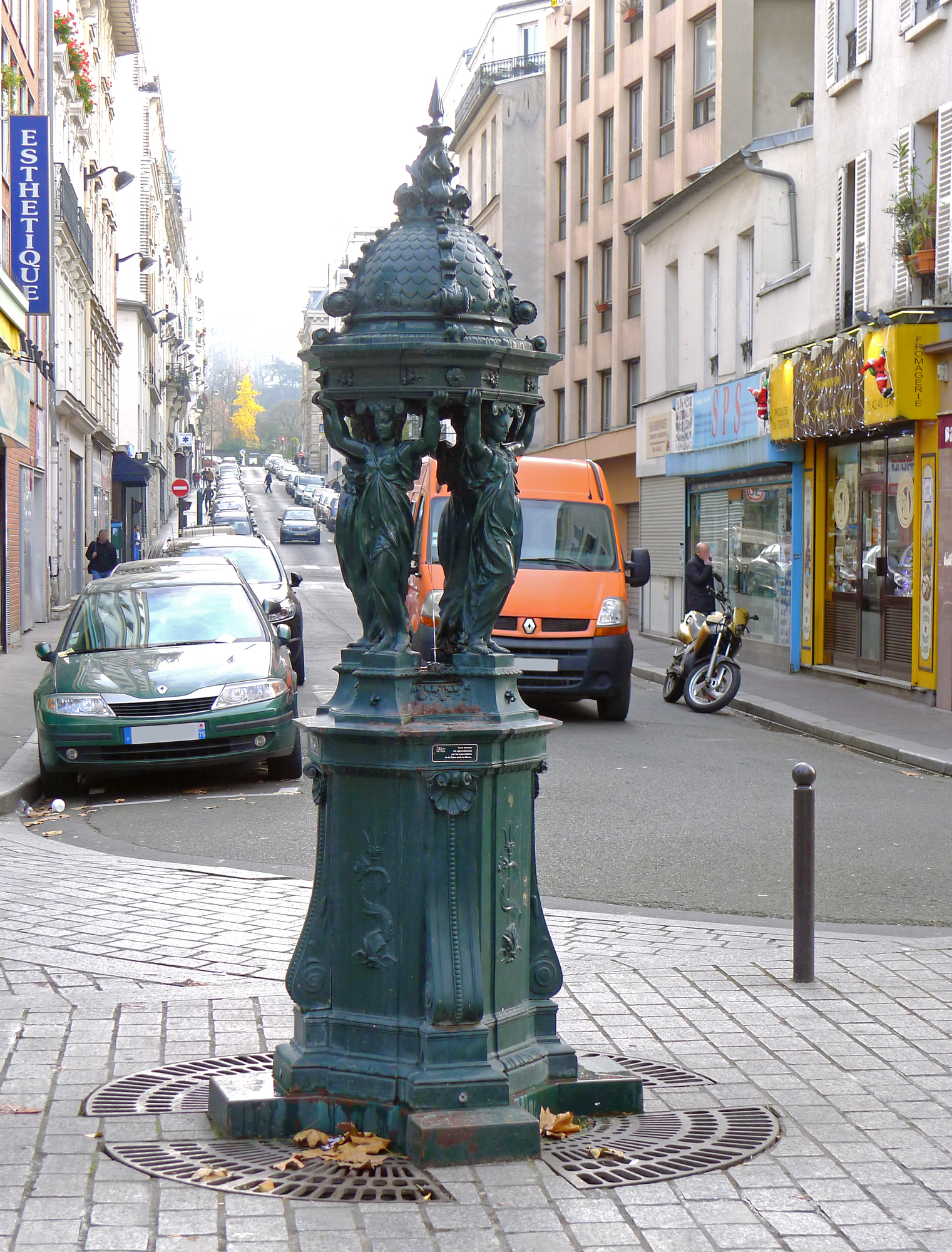
Au no 106.
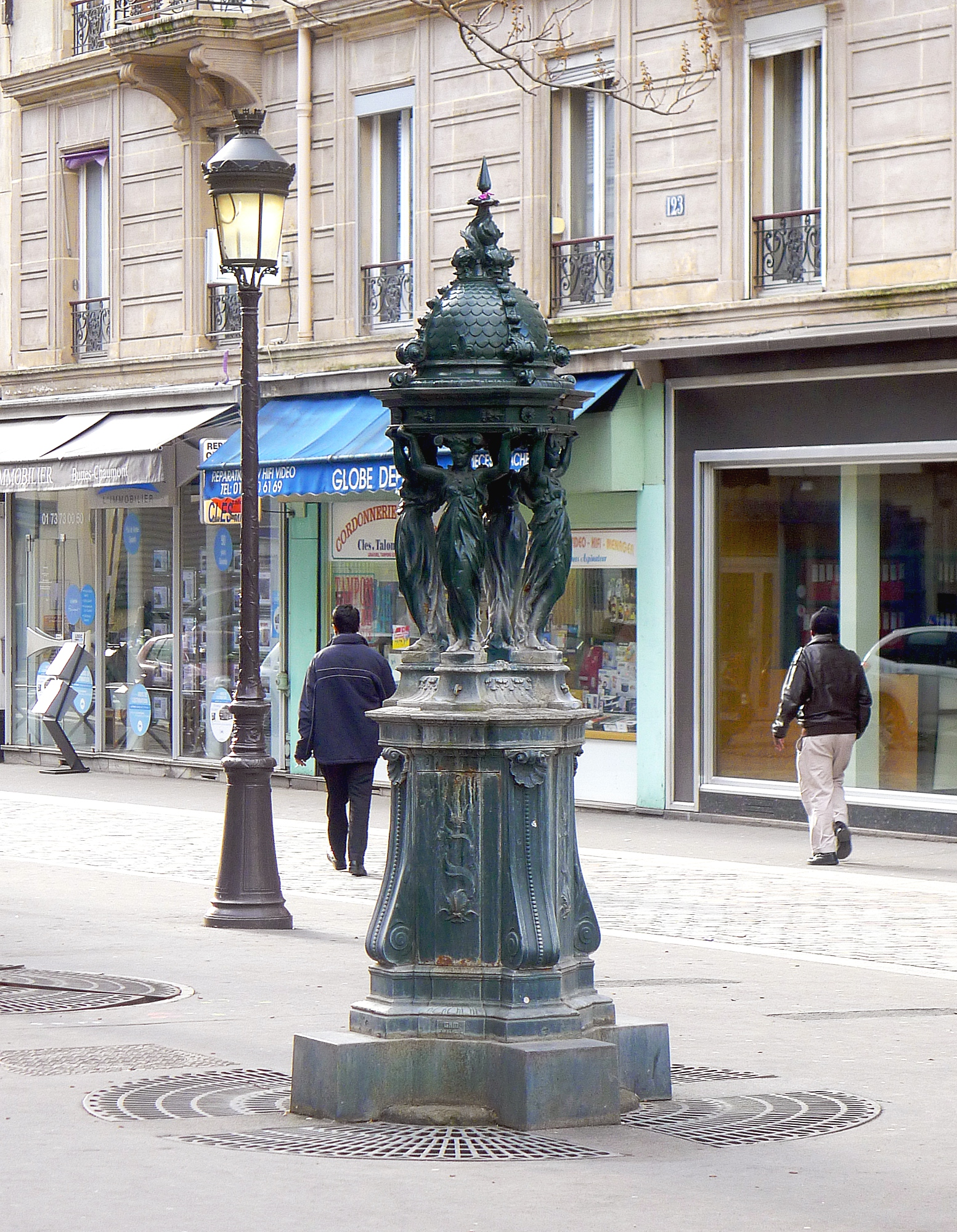
Au no 125.